# Campeonato Mundial de Atletismo de 2007 - Lançamento de dardo feminino
O lançamento de dardo feminino no Campeonato Mundial de Atletismo de 2007 foi realizada no Estádio Nagai, em Osaka, no Japão, entre os dias 29 de agosto a 31 de agosto de 2007.

## Recordes
Antes desta competição, os recordes mundiais e do campeonato nesta prova eram os seguintes:
| Tipo                  | Atleta            | Distância | Local     | Data                 |
| --------------------- | ----------------- | --------- | --------- | -------------------- |
|                       | Osleidys Menéndez | 71,70     | Helsinque | 14 de agosto de 2005 |
| Recorde do campeonato | Osleidys Menéndez | 71,70     | Helsinque | 14 de agosto de 2005 |

## Medalhistas
| Ouro                    | Prata                     | Bronze              |
| Barbora Špotáková (CZE) | Christina Obergföll (GRE) | Steffi Nerius (GER) |

## Calendário
Todos os horários estão no horário local (UTC+9)
| Data         | Horário | Fase         |
| ------------ | ------- | ------------ |
| 29 de agosto | 10:00   | Qualificação |
| 31 de agosto | 20:40   | Final        |

## Resultados

### Qualificação
Qualificação: 61,00 m (Q) ou as 12 melhores performances (q).
Grupo A
| Pos. | Geral | Atleta              | Nacionalidade  | 1     | 2     | 3     | Marca  | Notas                |
| ---- | ----- | ------------------- | -------------- | ----- | ----- | ----- | ------ | -------------------- |
| 1    | 1     | Nikola Brejchová    | Chéquia        | 64.29 | —     | —     | 64.29  | Q ,                  |
| 2    | 8     | Barbara Madejczyk   | Polónia        | 60.09 | 60.86 | 57.87 | 60.86  | q                    |
| 3    | 9     | Christina Obergföll | Alemanha       | 59.92 | 60.77 | 60.49 | 60.77  | q                    |
| 4    | 11    | Sonia Bisset        | Cuba           | 60.25 | X     | 59.02 | 60.25  | q                    |
| 5    | 13    | Taina Kolkkala      | Finlândia      | 58.61 | 59.52 | 59.47 | 59.52  | Recorde da temporada |
| 6    | 14    | Zahra Bani          | Itália         | 59.02 | 57.74 | 57.71 | 59.02  |                      |
| 7    | 16    | Lada Chernova       | Rússia         | 58.12 | 55.72 | 56.93 | 58.12  |                      |
| 8    | 17    | Mariya Yakovenko    | Rússia         | 55.96 | 57.09 | 57.51 | 57.51  |                      |
| 9    | 18    | Goldie Sayers       | Grã-Bretanha   | 55.40 | 54.78 | 57.23 | 57.23  |                      |
| 10   | 21    | Monica Stoian       | Roménia        | 56.84 | 55.68 | 55.22 | 56.84  |                      |
| 11   | 22    | Alessandra Resende  | Brasil         | 56.42 | 56.07 | 56.38 | 56.42  |                      |
| 12   | 23    | Buoban Pamang       | Tailândia      | 56.28 | 55.19 | 55.21 | 56.28  |                      |
| 13   | 25    | Indrė Jakubaitytė   | Lituânia       | 51.84 | 56.16 | X     | 56.16  |                      |
| 14   | 26    | Dana Pounds         | Estados Unidos | 50.43 | 55.00 | 53.02 | 55.00  |                      |
| 15   | 29    | Dalila Rugama       | Nicarágua      | 53.22 | X     | 49.05 | 53.22  |                      |
| 16   | 30    | Serafina Akeli      | Samoa          | 47.91 | X     | 50.29 | '50.29 | Recorde da temporada |
| 17   | 31    | Emika Yoshida       | Japão          | 47.49 | 49.13 | 49.70 | 49.70  |                      |

Grupo B
| Pos. | Geral | Atleta                  | Nacionalidade | 1     | 2     | 3     | Marca | Notas                |
| ---- | ----- | ----------------------- | ------------- | ----- | ----- | ----- | ----- | -------------------- |
| 1    | 2     | Barbora Špotáková       | Chéquia       | 63.77 | —     | —     | 63.77 | Q,                   |
| 2    | 3     | Paula Tarvainen         | Finlândia     | 63.58 | —     | —     | 63.58 | Q,                   |
| 3    | 4     | Linda Stahl             | Alemanha      | 62.80 | —     | —     | 62.80 | Q,                   |
| 4    | 5     | Savva Lika              | Grécia        | 57.39 | 57.91 | 62.38 | 62.38 | Q,                   |
| 5    | 6     | Steffi Nerius           | Alemanha      | 60.94 | 61.89 | —     | 61.89 | Q                    |
| 6    | 7     | Olha Ivankova           | Ucrânia       | X     | 61.68 | —     | 61.68 | Q,                   |
| 7    | 10    | Mariya Abakumova        | Rússia        | 60.55 | 58.79 | 59.19 | 60.55 | q                    |
| 8    | 12    | Felicia Ţilea-Moldovan  | Roménia       | 51.70 | 60.07 | X     | 60.07 | q                    |
| 9    | 15    | Sílvia Cruz             | Portugal      | 54.8  | 56.62 | 58.53 | 58.53 |                      |
| 10   | 19    | Alexandra Nasta-Tsisiou | Chipre        | 57.17 | X     | 54.49 | 57.17 | Recorde da temporada |
| 11   | 20    | Lavern Eve              | Bahamas       | X     | 55.02 | 56.87 | 56.87 |                      |
| 12   | 24    | Urszula Jasinska        | Polónia       | 54.70 | 56.20 | 53.68 | 56.20 |                      |
| 13   | 27    | Mercedes Chilla         | Espanha       | 51.63 | X     | 53.64 | 53.64 |                      |
| 14   | 28    | Chang Chunfeng          | China         | 51.67 | X     | 53.41 | 53.41 |                      |
| 15   | 32    | Rumyana Karapetrova     | Bulgária      | 48.50 | X     | 47.68 | 48.50 |                      |
| —    | —     | Lindy Leveau-Agricole   | Seicheles     | X     | X     | X     | NM    |                      |

### Final
A final ocorreu dia 31 de agosto às 20:40.
| Pos.              | Atleta                 | Nacionalidade | 1     | 2     | 3     | 4     | 5     | 6     | Marca | Notas            |
| ----------------- | ---------------------- | ------------- | ----- | ----- | ----- | ----- | ----- | ----- | ----- | ---------------- |
| Medalha de ouro   | Barbora Špotáková      | Chéquia       | 66.40 | 60.30 | 67.07 | 64.28 | 63.56 | 64.61 | 67.07 | Recorde nacional |
| Medalha de prata  | Christina Obergföll    | Alemanha      | 64.01 | 65.26 | 60.90 | 61.87 | 61.12 | 66.46 | 66.46 |                  |
| Medalha de bronze | Steffi Nerius          | Alemanha      | 59.89 | 59.75 | 59.96 | 64.42 | 62.38 | X     | 64.42 |                  |
| 4                 | Nikola Brejchová       | Chéquia       | 60.25 | 61.93 | 63.73 | 62.44 | X     | X     | 63.73 |                  |
| 5                 | Savva Lika             | Grécia        | 59.07 | 59.24 | 61.72 | 58.68 | 59.90 | 63.13 | 63.13 | Recorde pessoal  |
| 6                 | Sonia Bisset           | Cuba          | 57.77 | 56.38 | 61.74 | X     | X     | 53.18 | 61.74 |                  |
| 7                 | Mariya Abakumova       | Rússia        | 61.43 | 59.91 | X     | X     | X     | 60.74 | 61.43 |                  |
| 8                 | Linda Stahl            | Alemanha      | 60.10 | 58.28 | 58.38 | 61.03 | X     | 59.75 | 61.03 |                  |
|                   |                        |               |       |       |       |       |       |       |       |                  |
| 9                 | Barbara Madejczyk      | Polónia       | 58.37 | 58.31 | 57.32 |       |       |       | 58.37 |                  |
| 10                | Olha Ivankova          | Ucrânia       | 57.56 | 56.88 | 57.87 |       |       |       | 57.87 |                  |
| 11                | Felicia Ţilea-Moldovan | Roménia       | 54.76 | 55.71 | X     |       |       |       | 55.71 |                  |
| 12                | Paula Tarvainen        | Finlândia     | 53.50 | X     | 50.04 |       |       |       | 53.50 |                  |

Legenda
| Recorde mundial       | Recorde mundial (World record)               |                       | Recorde africano                      | Recorde africano (African) |                                           | Q | Classificado por posição (Qualified) |
| Recorde do campeonato | Recorde do campeonato (Championship record)  | Recorde da América    | Recorde da América (Americas)         | q                          | Classificado por melhor tempo (Qualified) |   |                                      |
| Melhor marca do ano   | Melhor marca do ano (World leading)          | Recorde asiático      | Recorde asiático (Asian)              | DNS                        | Não largou (Did not start)                |   |                                      |
| Recorde nacional      | Recorde nacional (National record)           | Recorde europeu       | Recorde europeu (European)            | DNF                        | Não terminou (Did not finish)             |   |                                      |
| Recorde pessoal       | Recorde pessoal do atleta (Personal best)    | Recorde da Oceania    | Recorde da Oceania (Oceania)          | DSQ / DQ                   | Desclassificado (Disqualified)            |   |                                      |
| Recorde da temporada  | Recorde da temporada do atleta (Season best) | Recorde sul-americano | Recorde sul-americano (South America) | NM                         | Sem marca (No mark)                       |   |                                      |